# Liste des épisodes de Strike Witches, Brave Witches et Luminous Witches
Liste des épisodes de la série télévisée d'animation Strike Witches et de ses séries dérivées Brave Witches et Luminous Witches.

## Strike Witches(2008)
| No | Titre français          | Titre japonais               | Titre japonais          | Date de 1re diffusion |
| No | Titre français          | Kanji                        | Rōmaji                  | Date de 1re diffusion |
| --- | ----------------------- | ---------------------------- | ----------------------- | --------------------- |
| 1 | Sorcière                | 魔法少女                     | Mahō Shōjo              | 3 juillet 2008        |
| On voit Yoshika Miyafuji sauver un chat d'un arbre et son amie Michiko Yamakawa l'admire. Plus tard dans la journée, pendant que Yoshika se promène en voiture avec le grand-père de Michiko, un chien apparaît soudainement et fait tomber le chariot, et Michiko. Ayant vu que Yoshika possède des capacités de guérison, Mio Sakamoto lui propose de devenir membre des "Strike Witches" qui se battent contre les mystérieux Neuroi. Yoshika refuse initialement son offre, jusqu'à ce qu'elle reçoive une lettre de son père décédé, Ichiro Miyafuji. Yoshika accompagne Mio sur le porte-avions Akagi, qui subit une attaque surprise des Neuroi. |                         |                              |                         |                       |
| 2 | Ce que je peux faire    | 私にできること               | Watashi ni Dekiru Koto  | 10 juillet 2008       |
| Les renforts se trouvant très loin, Mio combat le navire Neuroi avec le soutien des forces de l'Akagi. Frustrée qu'elle ne puisse pas faire plus pour aider, Yoshika décide d'enfiler une "Striker Unit", un dispositif utilisé pour faire voler les sorcières, afin d'assister Mio. Bien qu’elle hésite à utiliser une arme à feu, elle parvient à en faire assez pour permettre aux renforts de détruire le Neuroi. Après avoir découvert que son père est bien mort, Yoshika décide de se joindre aux "Strike Witches" dans le but d'aider les autres. |                         |                              |                         |                       |
| 3 | Tu n'es pas seule       | 一人じゃないから             | Hitori Ja Nai kara      | 17 juillet 2008       |
| En Brittania, Yoshika est présenté aux autres membres du 501e Escadron de Combat Aérien (501st Joint Fighter Wing). Lynette Bishop, la dernière arrivée, est bouleversée par le talent apparent de Yoshika qui surpasse le sien, car elle n'a aucune confiance en elle au combat. Lorsqu'un leurre laisse Yoshika et Lynette comme dernière défense contre une attaque de Neuroi, Yoshika aide Lynette afin qu'elle puisse détruire le Neuroi elle-même. |                         |                              |                         |                       |
| 4 | Remerciements           | ありがとう                   | Arigatō                 | 24 juillet 2008       |
| Gertrud Barkhorn, ace de la Luftwaffe, est distraite par l’état de sa jeune soeur, Christiane Barkhorn, gravement blessée et montre de lindifférente à l’égard de Yoshika, qui lui ressemble. Yoshika est également réprimandée par Perrine H. Clostermann, jalouse de sa familiarité avec Mio. Lorsqu'un Neuroi menace le pays d'origine de Barkhorn, elle l'attaque seule et est sauvée d'une mort certaine par Yoshika. Yoshika explique à Barkhorn qu'elle doit protéger autant de personnes qu'elle le peut. Après avoir détruit le Neuroi, Barkhorn est critiquée par Minna pour son insouciance. Elle décide finalement d'aller rendre visite à Chris. |                         |                              |                         |                       |
| 5 | Rapide, Grand, Doux     | はやい, おっきい, やわらかい | Hayai, Okkii, Yawarakai | 31 juillet 2008       |
| Les Witches se rendent sur la côte pour une séance d'entraînement et de détente, tandis que Charlotte E. Yeager optimise sa "Striker Unit", poursuivant son rêve de briser le mur du son. En s’amusant, Francesca Lucchini, une amie de Charlotte, endommage accidentellement l'unité d'attaque de Charlotte et la remet rapidement en place. Lorsque Charlotte utilise cette unité lors d'une attaque surprise de Neuroi, elle est capable de dépasser Mach 1 et de détruire l'ennemi. |                         |                              |                         |                       |
| 6 | Ensembles               | いっしょだよ                 | Issho da yo             | 7 août 2008           |
| Quand un nouveau Neuroi suspect est repéré dans les nuages, Yoshika est affectée à une patrouille nocturne avec Sanya V. Litvyak et Eila Ilmatar Juutilainen. Au cours de l'une de leurs missions, le Neuroi apparaît à nouveau, visant Sanya, mais les trois travaillent ensemble pour le détruire. Alors que Yoshika et Sanya partagent le même anniversaire, ils entendent le père de Sanya jouer une chanson pour elle à la radio. |                         |                              |                         |                       |
| 7 | Belle et aérée          | スースーするの               | Sūsū suru no            | 14 août 2008          |
| Le jour de commémoration d'Erica Hartmann, elle égare sa culotte et vole celle de Lucchini. Après avoir pris un bain avec les autres Sorcières, Lucchini prend à son tour la culotte de Perrine, mais se fait vite apercevoir par les autres et s'enfuit en emportant les sous-vêtements de Yoshika. Alors que Lucchini continue son évasion, elle prend également les collants d'Eila, ce qui oblige Eila à emprunter ceux de Sanya. En se cachant, Lucchini déclenche par inadvertance l'alerte Neuroi, ce qui provoque la confusion parmi les troupes jusqu'à ce qu'Erica l'arrête. Alors que Lucchini est obligée de s'asseoir sans porter de culotte lors de la cérémonie d'Erica, un vent léger révèle la vraie coupable.                                                           |                         |                              |                         |                       |
| 8 | Je ne t'oublierais pas  | 君を忘れない                 | Kimi o Wasurenai        | 21 août 2008          |
| Yoshika trouve étrange que le commandant Minna-Dietlinde Wilcke ait interdit aux hommes du hangar de parler aux "Strike Witches". L'Akagi vient rendre visite à Yoshika pour son aide lors de l'attaque du Neuroi. Un des membres de l'équipage essaie de donner une lettre de remerciement à Yoshika mais il est stoppé par Minna. Le lendemain, les sorcières se battent contre un Neuroi et Minna remarque une faiblesse du bouclier de Mio. Après la bataille, Minna vérifie le terrain, et elle trouve un souvenir de son ancien petit ami décédé pendant la guerre. Alors que les hommes du Akagi partent pour leur prochaine mission, Yoshika leur dit au revoir et Minna leur chante une chanson d'adieu. Cependant, plus tard dans la nuit, Minna pointe une arme à feu sur Mio. |                         |                              |                         |                       |
| 9 | Ce que je veux protéger | 守りたいもの                 | Mamoritai Mono          | 26 août 2008          |
| Inquiète au sujet de Mio, Minna est incapable de la convaincre de cesser de se battre. Après que Barkhorn ait rendu visite à Chris, elle trouve une lettre adressée à Minna, l'avertissant de ne pas approfondir son enquête. Pendant ce temps, la jalousie de Perrine sur Yoshika atteint son apogée et la défie dans un duel ariel, qui est bientôt interrompu par l'attaque d'un Neuroi. Lorsque Yoshika affronte le Neuroi, il se prend une forme humaine et semble communiquer avec elle. Quand Mio arrive, Yoshika essaie de le défendre, mais Mio attaque quand même et les représailles du Neuroi traversent son bouclier, lui infligeant de lourds dégâts. |                         |                              |                         |                       |
| 10 | Je veux y croire        | 信じてほしい                 | Shinjite Hoshii         | 4 septembre 2008      |
| En dépit de tomber d'épuisement, Yoshika continue d'utiliser ses capacités de guérison sur Mio, arrivant à la stabiliser. Ignorant les déclarations de Yoshika sur le Neuroi, Minna la confina dans ses quartiers. Déterminée à découvrir la vérité, Yoshika se faufile et suit le Neuroi dans sa ruche. On y présente l’histoire du Neuroi, ainsi que des scientifiques utilisant l’un des noyaux Neuroi. Avant que Yoshika puisse en savoir plus, un étrange mécanisme utilisant une technologie similaire apparaît et détruit le Neuroi. De retour à la base, les sorcières se retrouvent entourées d'un groupe de soldats. |                         |                              |                         |                       |
| 11 | Vers le ciel...         | 空へ...                      | Sora e...               | 11 septembre 2008     |
| L'armée, dirigée par le général Trevor Maloney, organise une mutinerie et ordonne la dissolution des "Strike Witches". Il décide d'utiliser leur robot, le "Warlock", que Yoshika reconnaît à partir des visions que le Neuroi lui a montré. Les sorcières décident de se séparer et de retourner dans leur pays d'origine. Cependant, Minna, Barkhorn et Erica décident de rester sur place pour s'informer des projets de Maloney. Lorsque le Warlock attaque un nid de Neuroi, il devient noir et se retourne contre Maloney, attaquant tout ce qui est en vue. Avec Yoshika, Mio et Perrine sont à bord de l'Akagi lors de son attaque, Mio révèle une "Striker Unit" cachée que Yoshika propose de piloter.                                                                          |                         |                              |                         |                       |
| 12 | Strike Witches          | ストライクウィッチーズ       | Sutoraiku Wicchīzu      | 18 septembre 2008     |
| Yoshika, refusant de perdre, s'envole pour combattre le Warlock. Une fois que le groupe de Minna a capturé Maloney, ils ont utilisé la force de Barkhorn pour récupérer les "Striker Unit" de tout le monde afin qu'elles puissent aider Yoshika à abattre le Warlock. Cependant, il obsorbe l'Akagi, le transformant en un dirigeable géant. Alors que tout le monde fournit une couverture, Yoshika, Lynne et Perrine infiltrent le navire et utilisent les unités d'attaque de Yoshika pour détruire le noyau. Avec le Warlock vaincu, le nid Neuroi au-dessus de Gallia disparaît et le 501ème se sépare pour les six prochains mois. |                         |                              |                         |                       |

## Strike Witches 2(2010)
| No | Titre français                       | Titre japonais               | Titre japonais          | Date de 1re diffusion |
| No | Titre français                       | Kanji                        | Rōmaji                  | Date de 1re diffusion |
| -- | ------------------------------------ | ---------------------------- | ----------------------- | --------------------- |
| 1  | À nouveau vers le ciel               | 再び空へ                     | Futatabi Sora e         | 8 juillet 2010        |
| 2  | Les Witches Légendaires              | 伝説の魔女達                 | Densetsu no Majotachi   | 15 juillet 2010       |
| 3  | Ce qu'on peut faire ensemble         | 一緒にできること             | Issho ni Dekiru Koto    | 22 juillet 2010       |
| 4  | Solide, Rapide, Incroyable           | かたい、はやい、ものすご～い | Katai, Hayai, Monosugōi | 29 juillet 2010       |
| 5  | Ma Romagna                           | 私のロマーニャ               | Watashi no Romānya      | 5 août 2010           |
| 6  | Plus haut que le ciel                | 空より高く                   | Sora yori Takaku        | 12 août 2010          |
| 7  | Qui se tortille                      | モゾモゾするの               | Mozomozo Suru no        | 19 août 2010          |
| 8  | Donnez-moi des ailes s'il vous plaît | 翼をください                 | Tsubasa wo Kudasai      | 26 août 2010          |
| 9  | Le Pont érigé vers le lendemain      | 明日に架ける橋               | Asu ni Kakeru Hashi     | 2 septembre 2010      |
| 10 | plus de 500                          | 500 Overs                    | 500 Overs               | 9 septembre 2010      |
| 11 | Afin d'être moi-même                 | 私であるために               | Watashi de Aru Tame Ni  | 16 septembre 2010     |
| 12 | Vers l'éternité au-delà des cieux    | 天空より永遠に               | Sora Yori Towa Ni       | 23 septembre 2010     |

## Strike Witches: The Movie(2012)
| No | Titre français          | Titre japonais                | Titre japonais               | Date de 1re diffusion |
| No | Titre français          | Kanji                         | Rōmaji                       | Date de 1re diffusion |
| -- | ----------------------- | ----------------------------- | ---------------------------- | --------------------- |
|    | Strike Witches: le film | ストライクウィッチーズ 劇場版 | Sutoraiku Witchīzu Gekijōban | 17 mars 2012          |

## Strike Witches: Operation Victory Arrow(2014)
Chronologiquement, ces trois épisodes se situent avant le film.
| No | Titre français         | Titre japonais     | Titre japonais      | Date de 1re diffusion |
| No | Titre français         | Kanji              | Rōmaji              | Date de 1re diffusion |
| -- | ---------------------- | ------------------ | ------------------- | --------------------- |
| 1  | La foudre de St. Trond | サン・トロンの雷鳴 | San Toron no Raimei | 20 septembre 2014     |
| 2  | Déesse de la mer Egée  | エーゲ海の女神     | Ēga Umi no Megami"  | 13 mars 2015          |
| 3  | Pont d'Arnhem          | アルンヘムの橋     | Arunemu no Hashi    | 2 mai 2015            |

## Brave Witches(2016)
Chronologiquement, les événements de cette série dérivée se déroulent entre les saisons 1 et 2 de la série originale.
| No | Titre français                      | Titre japonais             | Titre japonais                    | Date de 1re diffusion |
| No | Titre français                      | Kanji                      | Rōmaji                            | Date de 1re diffusion |
| --- | ----------------------------------- | -------------------------- | --------------------------------- | --------------------- |
| 1 | Une Witch de Sasebo ?               | 佐世保の魔法少女?          | Sasebo no mahō shōjo?             | 6 octobre 2016        |
| Alors que Hikari apprend avec difficulté à maîtriser son pouvoir, sa sœur Takami, à la fois Witch et héros de guerre face aux Neuroi, rentre au pays. Pour Hikari, c’est l’occasion rêvée pour se surpasser et marcher sur les pas de sa grande sœur, surtout qu’une opportunité va s’offrir à elle… |                                     |                            |                                   |                       |
| 2 | Envole-toi, Pluvier                 | 羽ばたけチドリ             | Habatake chidori                  | 13 octobre 2016       |
| Alors que Hikari apprend avec difficulté à maîtriser son pouvoir, sa sœur Takami, à la fois Witch et héros de guerre face aux Neuroi, rentre au pays. Pour Hikari, c’est l’occasion rêvée pour se surpasser et marcher sur les pas de sa grande sœur, surtout qu’une opportunité va s’offrir à elle… |                                     |                            |                                   |                       |
| 3 | La 502e Joint Fighter Wing          | 第502統合戦闘航空団        | Dai gō-maru-ni tōgō sentō kōkūdan | 20 octobre 2016       |
| Hikari va devoir faire ses preuves pour être acceptée au sein de la 502e brigade. Toutefois, entre Naoe qui refuse de l’accueillir et les Neuroi qui poursuivent leurs attaques, la tâche ne sera pas aisée pour la Witch en herbe…                                                                  |                                     |                            |                                   |                       |
| 4 | Pour combattre, il faut être fort ! | 戦いたければ強くなれ!      | Tatakai takereba tsuyoku nare!    | 3 novembre 2016       |
| Edytha impose à Hikari un test à passer afin de mesurer sa puissance magique. L’enseignante de la 502e brigade est formelle : si Hikari échoue ce test, elle devra retourner à Fusô ! |                                     |                            |                                   |                       |
| 5 | Bataille dans un froid glacial      | 極寒の死闘                 | Gokkan no shitō                   | 10 novembre 2016      |
| Hikari est conviée à se joindre à Georgette, qui ne cesse de l’éviter, et Sadako pour leur patrouille. Alors qu’il s’agit d’une simple mission de reconnaissance, un Neuroi particulier fera son apparition…                                                                                         |                                     |                            |                                   |                       |
| 6 | Bonne chance                        | 幸運を                     | Kōun o                            | 17 novembre 2016      |
| Un Neuroi cible de façon inquiétante la ville de Petersburg. Ses tirs sont si puissants et précis que la 502e brigade décide d’enquêter dans la ville même pour en savoir plus. Le capitaine Aleksandra, originaire d’Orussia, devra mener la mission à bien.                                        |                                     |                            |                                   |                       |
| 7 | Une nuit sacrée                     | 聖なる夜に                 | Seinaru yoru ni                   | 24 novembre 2016      |
| Par manque de ravitaillements, le festival de Saturnus se voit être annulé. Mais Nikka refuse cette idée et veut absolument préparer un festival pour Hikari, tombée malade depuis peu. |                                     |                            |                                   |                       |
| 8 | Du jus de raisin pour tes yeux      | 君の瞳にぶどうジュース     | Kimi no hitomi ni budō jūsu       | 1er décembre 2016     |
| Une flotte de ravitaillement en provenance de Britannia est en route pour Murmansk. Certains membres de la 502e brigade seront chargés de protéger les navires, sous le commandement du lieutenant Krupinski.                                                                                        |                                     |                            |                                   |                       |
| 9 | Break Witches                       | ブレイクウィッチーズ       | Bureiku Witchīzu                  | 8 décembre 2016       |
| À peine rétablie que la voie de ravitaillement est à nouveau en danger ! Naoe, qui a été fraîchement promue, donnera tout pour détruire ce nouveau Neuroi, et Hikari comptera bien la suivre… |                                     |                            |                                   |                       |
| 10 | L’aînée et la cadette               | 姉と妹と。                 | Ane to Imōto to.                  | 15 décembre 2016      |
| Une opération de grande envergure est en préparation contre le nid Gregory. Par ailleurs, Takami retrouve enfin la 502e Joint Fighter Wing et ordonne contre toute attente à sa sœur Hikari de quitter la brigade…                                                                                   |                                     |                            |                                   |                       |
| 11 | Rien n’est encore joué              | やってみなくちゃわからない | Yatte Minakucha Wakaranai         | 22 décembre 2016      |
| C’est le cœur lourd que Hikari quitte la 502e brigade… Pendant ce temps, le reste de l’équipe se prépare à exécuter le plan Freyja contre le nid Gregory, qui approche dangereusement de Petersburg…                                                                                                 |                                     |                            |                                   |                       |
| 12 | Hikari brille de mille feux…        | ひかり輝いて...            | Hikari Kagayaite...               | 29 décembre 2016      |
| La lutte acharnée contre Gregory bat son plein. Néanmoins, le noyau du nid reste impossible à repérer et Hikari craint le pire : que sa sœur Takami utilise ses yeux absolus. |                                     |                            |                                   |                       |
| OAV (7.5) | Grande stratégie de Petersburg      | ペテルブルグ大戦略         | Peteruburugu daisenryaku          | 25 août 2017          |

## Strike Witches: Road to Berlin(2020)
| No | Titre français                 | Titre japonais                 | Titre japonais                | Date de 1re diffusion |
| No | Titre français                 | Kanji                          | Rōmaji                        | Date de 1re diffusion |
| --- | ------------------------------ | ------------------------------ | ----------------------------- | --------------------- |
| 1 | La sorcière des Alpes          | アルプスの魔法少女             | Arupusu no mahō shōjo         | 7 octobre 2020        |
| Sakamoto Mio vient à Lausanne pour chercher Miyafuji Yoshika, qui étudie au sein de la confédération. En effet, les Strike Witches du 501e escadron seront bientôt amenées à reprendre du service contre les infâmes Neurois, la némésis du genre humain apparue il y a quelques années... |                                |                                |                               |                       |
| 2 | La réunion des Witches         | 結成ストライクウィッチーズ     | Kessei sutoraiku witchīzu     | 14 octobre 2020       |
| Un Neuroi camouflé en iceberg menace le port d’Anvers, point stratégique de ravitaillement militaire. Yoshika se lance immédiatement dans la bataille, avec son bouclier comment seule arme. L'affrontement s’annonce rude et son issue imprédictible…                                     |                                |                                |                               |                       |
| 3 | À nous deux, rien d'impossible | 二人ならできること             | Futari Nara Dekiru Koto       | 21 octobre 2020       |
| Le port d’Anvers a été lourdement endommagé, menaçant la reconquête de Berlin. L’escadron accueille alors une nouvelle recrue : Hattori Shizuka. Mais ce réconfort est de courte durée : Yoshika semble avoir à nouveau perdu ses pouvoirs…                                                |                                |                                |                               |                       |
| 4 | À plus de 200 miles            | 200マイルの向こう              | Nihyaku Mairu no Mukō         | 28 octobre 2020       |
| Shirley a vu son record de vitesse brisé : il lui faut le récupérer coûte que coûte. Alors qu’elle se perd dans les préparatifs, un Neuroi d’une vélocité jamais observée s’approche de la base.                                                                                           |                                |                                |                               |                       |
| 5 | La reine des Pays-Bas          | クィーン・オブ・ネーデルラント | Kwīn obu Nēderuranto          | 4 novembre 2020       |
| Les Witches sont mandatées par la couronne hollandaise afin de faire fleurir une légendaire tulipe bleue. Perrine propose à Yoshika de l’accompagner : peut-être pourra-t-elle se réconcilier avec sa magie…                                                                               |                                |                                |                               |                       |
| 6 | La meute vengeresse            | 復讐の猟犬                     | Fukushū no Ryōken             | 11 novembre 2020      |
| Le port de Kiel pourrait servir de point de ravitaillement : Barkhorn et Hartmann partent alors en éclaireuses. Mais un Neuroi surgit de nulle part et abat Hartmann en plein vol… |                                |                                |                               |                       |
| 7 | Ça fait boing, boing           | ポョンポョンするの             | Pyon Pyon Suru no             | 18 novembre 2020      |
| Lynette part à la recherche de plantes médicinales afin d’aider Yoshika. Elle découvre par hasard un étrange fétiche, porteur d’une odieuse malédiction… |                                |                                |                               |                       |
| 8 | Le brouillard                  | ザ・フォッグ                   | Za・Foggu                     | 25 novembre 2020      |
| Sanya et Eila sont attaquées par un Neuroi qui émet du brouillard. Cette étrange capacité pourrait bien compromettre l’opération de reconquête ! Mais l’ennemi ne va pas seulement mettre à rude épreuve leur magie…                                                                       |                                |                                |                               |                       |
| 9 | Le ciel de Minna               | ミーナの空                     | Mīna no Sora                  | 2 décembre 2020       |
| Kiel est repassée aux mains de l’armée ! Cependant, des missiles provenant du nid de Berlin menacent de détruire le port. Malgré l’affaiblissement de sa magie, Minna est déterminée à s’occuper du problème elle-même.                                                                    |                                |                                |                               |                       |
| 10 | Shizuka, réponds               | 静夏応答せよ                   | Shizuka ōtōseyo               | 9 décembre 2020       |
| L’opération South Wind débute enfin. Le 501e escadron étant divisé, Shizuka est déçue de ne pas pouvoir combattre aux côtés de Yoshika. Mais le nid de Berlin se révèle plus retors qu’escompté : Shizuka doit alors prendre les devants...                                                |                                |                                |                               |                       |
| 11 | Road to Berlin                 | ロード・トゥ・ベルリン         | Rōdo tu Berurin               | 16 décembre 2020      |
| Yoshika, carte maîtresse de l'opération, ne peut prendre part à la reconquête de Berlin. Les forces armées doivent alors se tourner vers un légendaire blindé, qui pourrait peut-être leur apporter la victoire.                                                                           |                                |                                |                               |                       |
| 12 | Protéger envers et contre tout | それでも私は守りたい           | Soredemo watashi wa mamoritai | 23 décembre 2020      |
| Les forces armées accompagnées de Yoshika se retrouvent prisonnières d'un dôme neuroi. Un seul et unique choix s'offre aux Witches : celui d'emprunter les souterrains afin d'espérer détruire le Wolf...                                                                                  |                                |                                |                               |                       |

## Luminous Witches(2022)
Chronologiquement, les événements de cette série dérivée se déroulent en même temps que la saison 1 de la série originale.
| No | Titre français                              | Titre japonais                   | Titre japonais                    | Date de 1re diffusion |
| No | Titre français                              | Kanji                            | Rōmaji                            | Date de 1re diffusion |
| -- | ------------------------------------------- | -------------------------------- | --------------------------------- | --------------------- |
| 1  | Un monde merveilleux - Première rencontre - | WONDERFUL WORLD – はじめまして – | WONDERFUL WORLD – Hajimemashite - | 3 juillet 2022        |
| 2  | Foyer éternel                               | Towa no yosuga                   | 永久の寄す処                      | 10 juillet 2022       |
| 3  | Une lumière bienveillante                   | 優しい灯り                       | Yasashī akari                     | 17 juillet 2022       |
| 4  | Chantons une chanson                        | 歌を歌おう                       | Uta o utaou                       | 24 juillet 2022       |
| 5  | Ruban blanc                                 | まっしろリボン                   | Masshiro Ribon                    | 31 juillet 2022       |
| 6  | Une trainée aerienne aux couleurs d'un rêve | 夢色コントレイル                 | Yumeiro Kontoreiru                | 7 août 2022           |
| 7  | La raison du soleil                         | 太陽の理由                       | Taiyō no riyū                     | 21 août 2022          |
| 8  | Je n'oublierai pas ces jours                | あの日々を忘れない               | Ano hibi o wasurenai              | 28 août 2022          |
| 9  | Ensemble avec les étoiles                   | 星と共に                         | Hoshi to tomo ni                  | 4 septembre 2022      |
| 10 | Le ciel de ma ville natale                  | 故郷の空                         | Kokyō no Sora                     | 11 septembre 2022     |
| 11 | Ma chanson et celle de tous                 | わたしとみんなのうた             | Watashi to Minna no Uta           | 18 septembre 2022     |
| 12 | Le monde de tous & Flying Skyhigh           | みんなの世界 & Flying Skyhigh    | Minna no sekai & Flying Skyhigh   | 25 septembre 2022     |